# Walter Lwowski
Walter Lwowski (* 14. Januar 1882 in Halle (Saale); † 29. Juli 1963 in Mülheim an der Ruhr) war ein deutscher Eisenhütten-Ingenieur.

## Leben
Lwowski, Sohn des Maschinenfabrikanten Victor Lwowski und Bruder Hermann Lwowskis, studierte Maschinenbau an der Technischen Hochschule Hannover und der Bergakademie Berlin und promovierte 1921 zum Dr.-Ing. Er gehörte 1910 zu den Mitbegründern des ingenieurwissenschaftlichen Nachschlagewerks „Eisenhütte. Taschenbuch für Eisenhüttenleute“ und war bis 1961 langjähriger Mitarbeiter des Standardwerks „Hütte – Des Ingenieurs Taschenbuch“. Von 1906 bis 1913 war er Konstrukteur und Walzwerksingenieur in verschiedenen Betrieben, anschließend Walzwerkschef der Hüstener Gewerkschaft in Hüsten.

## Berufliche Tätigkeit in Japan
Ab 1921 zum Aufbau eines Weißblechwalzwerkes beim Unternehmen Nitto Seiko (Nitto Steel) in
Kawasaki (Präfektur Kanagawa) tätig, übernahm Lwowski ab Herbst 1922 bei den Kaiserlich Japanischen Stahlwerken in Yawata die Position des Walzwerksdirektors. In dieser Zeit fungierte er unter anderem als Experte für weitere japanische Walzwerke wie die Kawasaki-Werft in Kōbe, wo er als Gutachter für verschiedene Betriebe der Werft und als Sachverständiger für große Neubauten gefragt war.
1924/1925 erstellte Lwowski im Auftrag des japanischen Ministeriums für Landwirtschaft und Handel einen Bericht zur Lage der japanischen Industrie, insbesondere der Eisenindustrie. Als Experte für Walzanlagen hielt er Vortragsveranstaltungen unter anderem in Tokyo und an der Universität Tōhoku in Sendai.
Lwowski erwarb sich große Verdienste um die Weißblechherstellung in Japan.

## Tätigkeit in Europa
Nach einer Studienreise durch die nordamerikanische Eisenhüttenindustrie (1926) kehrte Lwowski nach Europa zurück und wurde Betriebsdirektor des Walzwerks der Friedrich-Alfred-Hütte (Hüttenwerk Rheinhausen).
Von 1932 bis 1946 war Lwowski Direktor der Friedrich-Alfred-Hütte und gehörte ab 1943 dem Krupp-Direktorium als stellvertretendes Mitglied an.  
Lwowski errichtete 1932 in der Friedrich-Alfred-Hütte die erste vollkontinuierliche Halbzeugstraße in Deutschland.
Nach Entlassung aus einem US-amerikanischen Internierungslager war Lwowski von 1946 bis 1961 als beratender Ingenieur für deutsche Hüttenwerke tätig. 

## Schriften
- Untersuchungen über das Schicksal der Hüstener Gewerkschaft. Dissertation, Berlin 1921.
- Kampf um den Fortschritt und seine Lehre. In: Stahl und Eisen 63. Jahrgang 1943, S. 451.